# Parc de Sham Shui Po

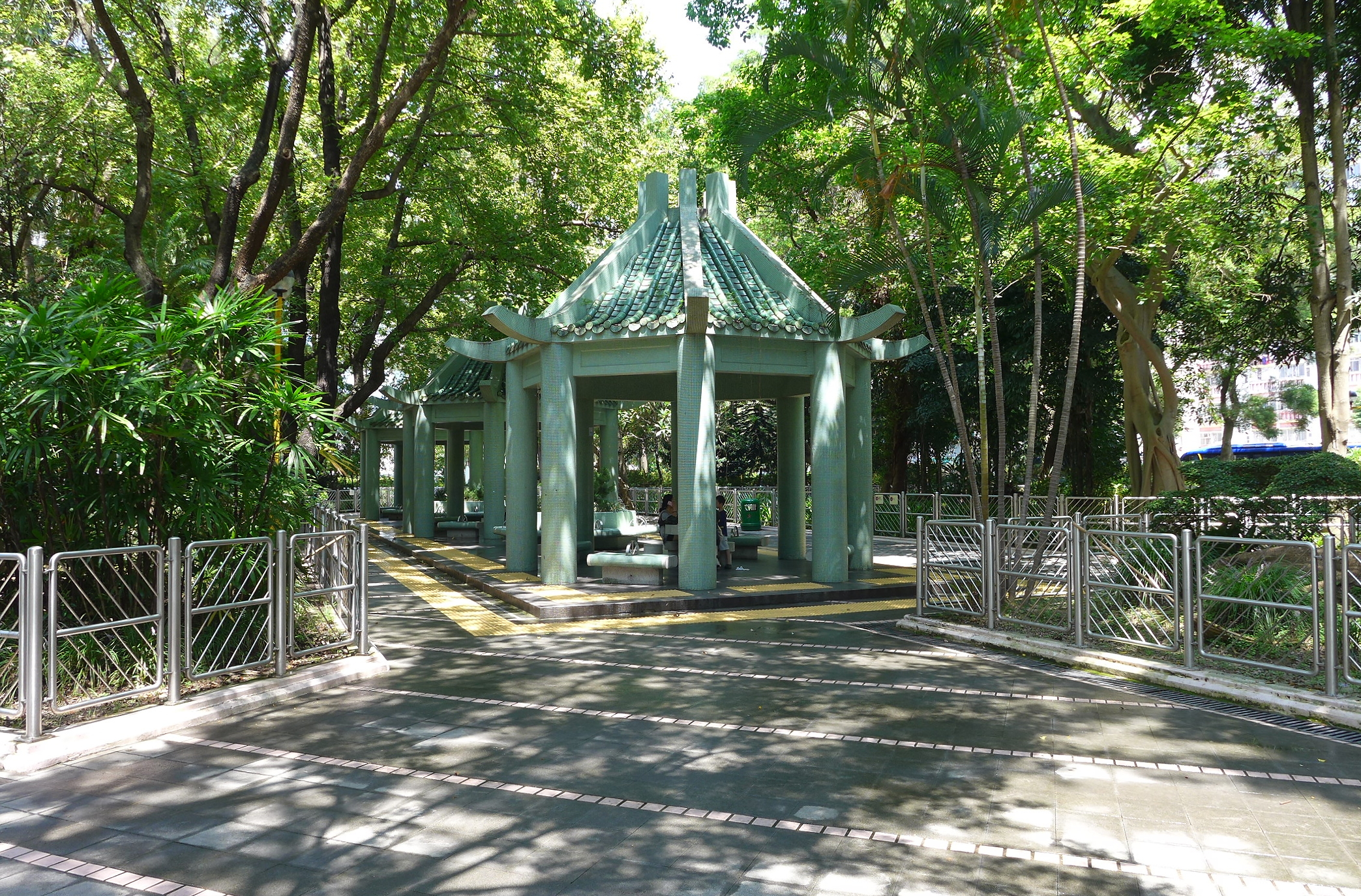
Pavillon de style chinois.

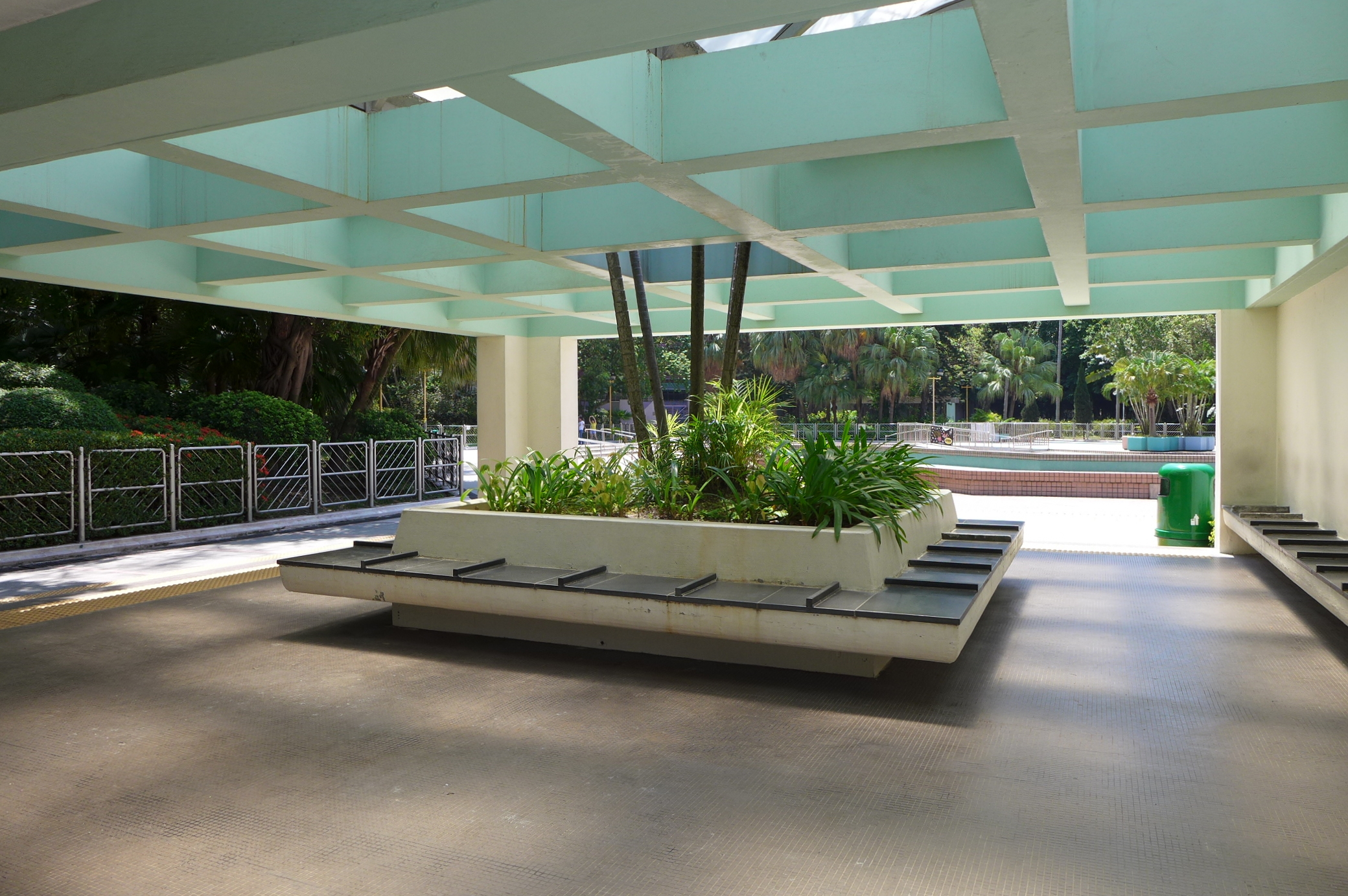
Pavillon

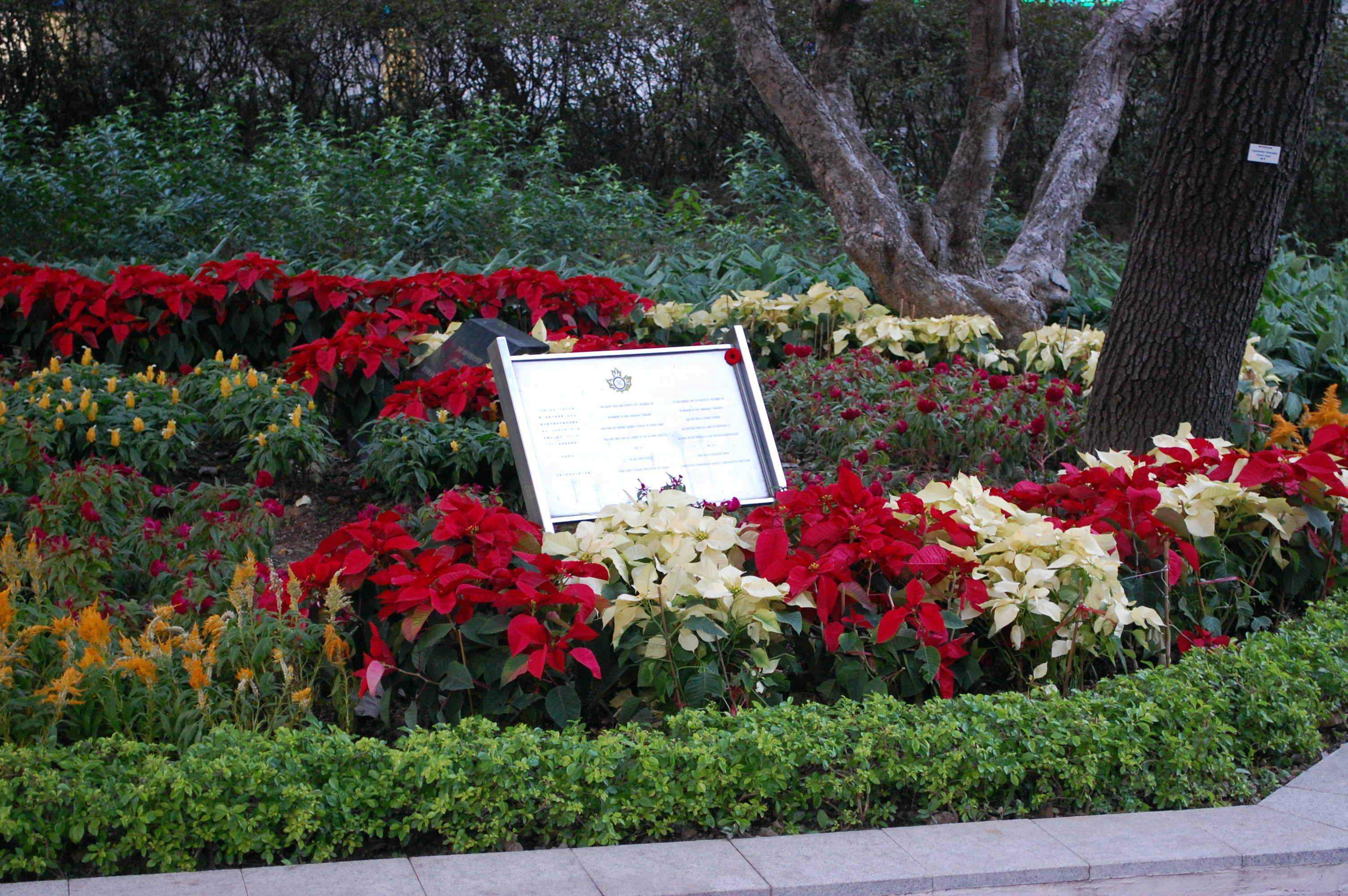
Deux plaques mémorial (l'une à peine visible derrière l'autre), inaugurées respectivement en 1989 et 1991.

Le parc de Sham Shui Po  (深水埗公園) est un jardin public de Hong Kong situé à New Kowloon dans le quartier de Sham Shui Po. Il est divisé en deux de part et d'autre de Lai Chi Kok Road (en). La plus grande partie est la plus connue sous le nom de « parc de Sham Shui Po », tandis que la plus petite, située dans le domaine de Lai Kok et gérée à l'origine par l'autorité du logement (en), est devenue une partie du parc de Sham Shui Po après son transfert au département des loisirs et des services culturels.
Il occupe l'ancien emplacement de la caserne de Sham Shui Po dont il ne subsite aucun bâtiment.

## Histoire
La première phase du parc, construite pour un coût de 9,8 millions $, est achevée en novembre 1983. Elle est officiellement inaugurée le 9 mars 1984 par la conseillère urbaine Elsie Elliott (en). La piscine ouvre en 1985.
La phase 2 consiste en une extension du parc sur deux sites physiquement séparés - l'un contigu au parc d'origine. Le site contigu était autrefois occupé par une zone d'habitation temporaire (en) et le marché temporaire aux poissons d'eau douce de Cheung Sha Wan. Une partie du site de ce marché est finalement utilisée pour la construction de l'école Ka Ling du Précieux Sang, qui devait initialement être construite dans les limites du domaine de Lai Kok. Le conseil urbain cède le terrain pour cette école en échange d'un terrain dans le domaine de Lai Kok. La phase 2 est achevée en 2008.
La zone d'habitation temporaire de Yen Chow Street (en) était autrefois occupée par les Jubilee Buildings, des appartements pour les familles de l'armée britannique construits en 1935. Ceux-ci sont utilisés (comme l'ensemble du site) comme camp de prisonniers de guerre pendant l'occupation japonaise de 1941 à 1945. À la suite de la guerre du Viêt Nam et de l'afflux de réfugiés vietnamiens (en) à Hong Kong, elle devint le Jubilee Transit Center. Conçu à l'origine pour héberger 500 membres de familles militaires, la population de réfugiés vietnamiens passe à plus de 3 000 en 1983. L'association caritative Caritas Hong Kong (en) reprend ensuite le camp, gérant dans son enceinte une crèche, un centre de loisirs, une clinique, des quartiers pour mineurs et une école,.
Le site du camp de réfugiés est ensuite occupé par la zone d'habitation temporaire, d'une capacité de 278 logements. Il est dégagé à la fin des années 1990 pour l'extension du parc et la plupart des familles sont réinstallées dans des logements sociaux (en).
Le site plus petit également utilisé pour l'expansion de la phase 2, non contigu à la première phase du parc, est situé dans le domaine de Lai Kok, de l'autre côté de Lai Chi Kok Road, et relevait auparavant de la gestion du département du logement. Il est ouvert en tant que parc en 1984 et réaménagé dans les années 2000 (dans le cadre du projet d'expansion de la phase 2). Lors du réaménagement, le terrain de vélo et les terrains de volley-ball sont supprimés et remplacés par un jardin paysager.

## Mémorial
Le site du parc était autrefois occupé par le camp de Sham Shui Po Camp. Durant l'occupation japonaise de Hong Kong de 1941 à 1945, le camp est utilisé pour enfermer des prisonniers de guerre dont beaucoup meurent.
À l'intérieur du parc, plusieurs arbres sont plantés le 26 août 1989 par l'association des prisonniers de guerre de Hong Kong à la mémoire des soldats morts pendant la bataille de Hong Kong et dans le camp pendant cette période.
De plus, deux érables sont aussi plantés par l'association canadienne des anciens combattants de Hong Kong le 5 décembre 1991 à la mémoire des soldats canadiens morts dans le camp de prisonniers.

## Corbeaux
Au début des années 2000, le parc et ses environs attirent de nombreux corbeaux ce qui cause beaucoup de nuisances aux résidences à proximité. La première vague d'épidémie de grippe aviaire de type H5N1 suscite à l'époque beaucoup d'inquiétude dans la communauté.

## Équipements
- Terrain de basketball
- Fontaine (ne fonctionne plus)
- Terrain de gateball
- Piste de jogging
- Piscine
- Cours de tai chi
- Toilettes
- Plaques commémoratives de guerre